# Helene von Heyden
Helene von Heyden (* 28. November 1893 in Karlsruhe; † 26. Juli 1940 in Grafeneck) war eine von den Nationalsozialisten ermordete deutsche Malerin.

## Leben und Werk
Helene von Heyden stammte aus einer evangelischen Unternehmer-Familie, die erfolgreich in der medizinischen und pharmazeutischen Forschung und Produktion tätig war und der u. a. die Chemische Fabrik v. Heyden in Radebeul gehörte, die weltweit erste Arzneimittelfabrik, die in industriellem Maßstab Salicylsäure (Aspirin) herstellte. Ihre Kindheit und Jugend verlebte Helene von Heyden in Karlsruhe. 1916 wurde sie Schülerin in der Klasse von Walter Klemm an der Weimarer Großherzoglich Sächsischen Hochschule für Bildende Kunst. Um 1917 bis 1918 hielt sie sich in München auf. Dann studierte sie in der Anfangsphase des Bauhauses wieder bei Klemm, allerdings nur im Sommersemester 1919. Die Gründe für die Beendigung des Studiums sind nicht bekannt. Danach ging sie nach Mannheim, wo sie sich als freischaffende Künstlerin betätigte. Mit Albert E. Henselmann (1890–1974) und Karl Stohner (1894–1957) gründete sie die „Freie Akademie Mannheim“, ein damals wichtiges privates Ausbildungsinstitut. 1925 bildete sie u. a. mit Henselmann, Stohner, Peter Breithut, Karl Dillinger, Xaver Fuhr, Franz Gelb, Kurt Lauber, Wilfried Otto (1901–1989), Theodor Schindler und Otto Schließler die „Mannheimer Künstlergruppe 1925“, die Front machen wollte „gegen das Dilettantenunwesen, das sich in diesem Winter besonders in den Ausstellungen des Mannheimer Kunstvereins breit gemacht hat.“
Sie beteiligte sich an Ausstellungen, u. a. an der ersten Ausstellung der Mannheimer Künstlergruppe in der Kunsthalle Mannheim.
Als Helene von Heyden sich 1933 in Italien aufhielt, wurde sie gegen ihren Willen unter dem Vorwand, dass sie geisteskrank sei, nach Deutschland verbracht. Danach erlitt sie einen Nervenzusammenbruch und wurde in die Heilanstalt Pirna - Sonnenstein eingeliefert. Später kam sie in die Heil- und Pflegeanstalt Emmendingen. Von dort schrieb sie 1938 an eine Bekannte: „Sie können mir glauben, [...] dass ich meine ganze Entrechtung und Gefangenschaft im Irrenhaus als Verbrechen empfinde. [...] Ich war nur in der ital. Julisonne 33 verwirrt [...] war also viele Monate schon vollkommen gesund – nur ziemlich unterernährt – als mir Mama den Nervenarzt Dr. Claus aus Mannheim schickte, der [...] mich wie eine Entmündigte nach der Illenau anlieferte! [...] da geht aller Menschenglauben unter.“
Am 26. Juli 1940 wurde sie aus Emmendingen in die Tötungsanstalt Grafeneck gebracht, wo sie kurz darauf in der Aktion T 4 ermordet wurde.
Helen von Heyden gilt als eine Mitbegründerin der neuen Sachlichkeit. Den Nazis galten ihre Werke als „entartet“. 1933 präsentierten sie in der Kunsthalle Mannheim auf der Propaganda-Ausstellung „Kulturbolschewistische Bilder“ ihr Ölgemälde Netzflicker (72 × 54 cm), und 1937 wurden in der Aktion „Entartete Kunst“ aus der Kunsthalle dieses Bild und ihr Ölgemälde Fischerhafen beschlagnahmt und vernichtet.
Helen von Heyden ist heute weitgehend vergessen. In der Kunsthalle Mannheim befinden sich nur noch ihre Tafelbilder Hafen und Schiffe.
Das Bauhaus-Museum Weimar erinnerte 2021/2022 in der Ausstellung „Vergessene Bauhaus-Frauen. Lebensschicksale in den 1930er und 1940er Jahren“ an sie.